# はり重
はり重（はりじゅう）は、大阪道頓堀に本店のある牛肉料理店・精肉店である。店名は「はり重」と仮名交じり表記だが、運営会社は「株式会社播重」と漢字表記である。

## 歴史
創業者の藤本喜蔵が堺市で小さな店を開いたのは1919年（大正8年）で、当時から精肉店と、すき焼きなどを提供する料亭が併設されていた。1933年（昭和8年）に大阪市の新世界に移り、すき焼き屋兼精肉販売店を開設した。1948年には道頓堀の大阪松竹座西隣の2軒の茶屋と婦人服・子供服を扱う店舗の敷地を買収し、3階建ての現本店を新築。当初はすき焼きなどを提供する日本料理店、ステーキなどを出すグリルと精肉販売店で構成されていたが、開店から10年ほど後にはカレーショップを始めた。当初はカウンター席で、メニューはカレーライスのみであったが常連客にも飽きが来ないよう卵とじの牛丼「ビーフワン」や焼肉定食、一口かつなどをメニューに加えた。
その頃の道頓堀は、隣接する大阪松竹座をはじめ劇場や芝居小屋が立ち並ぶ上方文化の発信地で、旦那衆だけでなく役者や芸者も多く利用した。1970年には西心斎橋1丁目に2号店となる大宝寺店を出店、岸里には社員寮と食品工場を新設した。大宝寺店は、当初は和食と小規模な軽食の店であったが1986年の店舗拡充の際に洋食の展開を図った。開店以来50年以上営業を続けた大宝寺店であるが、2023年12月30日をもって閉店した。
百貨店に進出したのは1966年の大丸心斎橋店の精肉店が最初で、2005年にはイートインコーナーを開設した。2010年に髙島屋大阪店、2017年に近鉄百貨店上本町店に出店。開業以来、大阪ミナミで店舗を運営してきたが、2021年には初めてキタの梅田にある阪神梅田本店にはり重グリルを開店した。
創業以前の江戸時代には、ミナミに「はり重」の名の芝居小屋があったと伝えられている。

## 料理

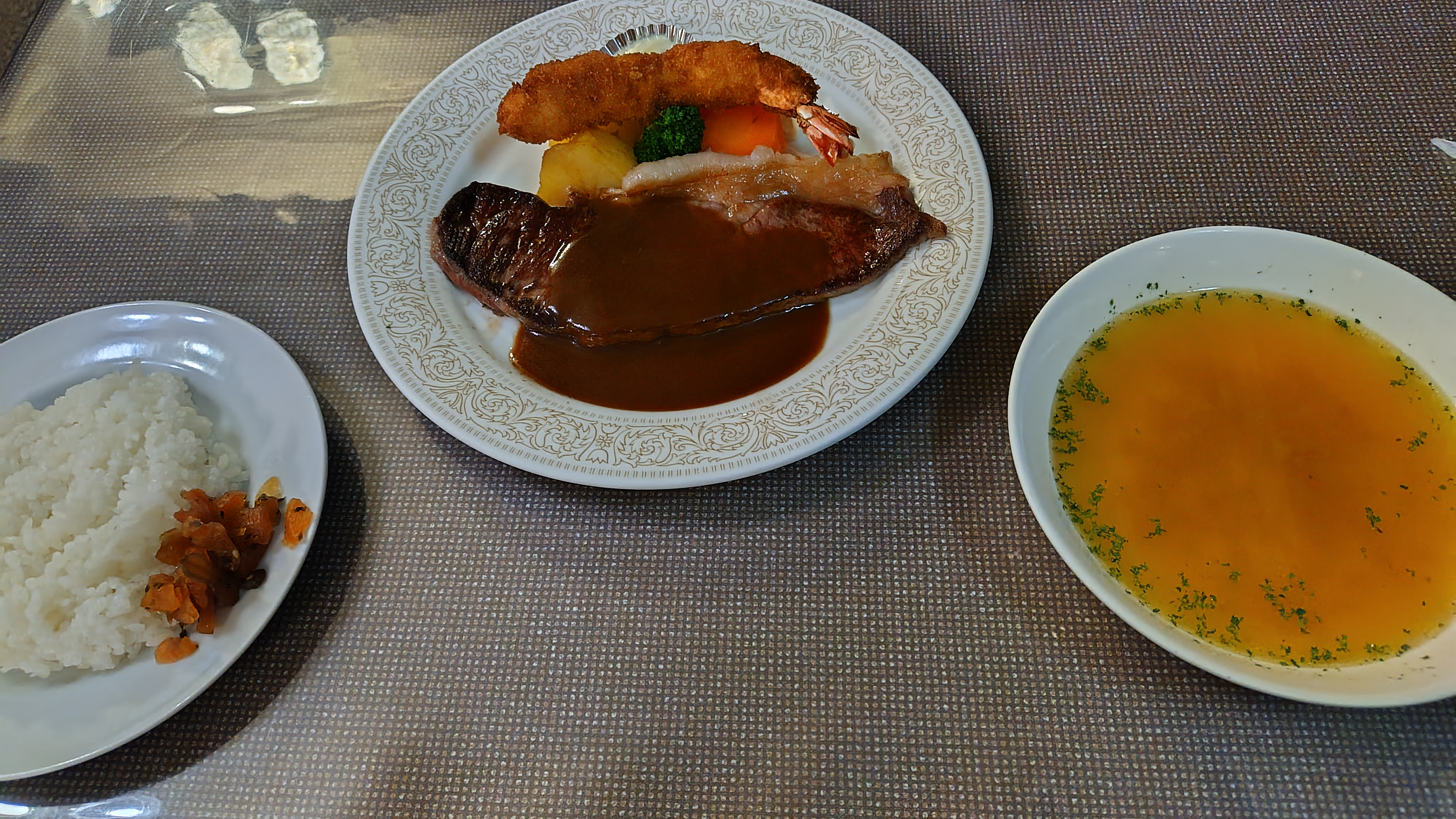
はり重グリルのビーフステーキ（スペシャルランチ）。デミグラスソースは70年間変わらない味。

肉牛の産地や銘柄へのこだわりはない代わり、黒毛和種の雌を専門に使用する。雌牛の方が脂の融点が低く、胃もたれしにくいことが理由である。一頭買いした雌牛は自社の加工場の冷蔵庫で熟成され、必要の都度捌く。
すき焼きは、割下を使った関東風である。大阪の家庭で一般に調理されるすき焼きは砂糖と醤油で濃く味付けされるが、上質の肉のうま味を生かせるよう、牛筋を6時間炊いた割下を使い、厚めにスライスした肉を色が変わる程度まで入れ、溶き卵を付けて食す。割下に配合されるキッコーマン特選醬油は、カレーの隠し味にも使われている。カレーショップで提供される「ビーフワン」は、すき焼き用の割下に牛骨とスジ肉から採った出汁、濃口・薄口醬油、みりんを加えた煮汁を使い、しゃぶしゃぶやすき焼きの切り落としの赤身の多い肉を玉ねぎとともに煮込んで、青ネギを加えて溶き卵でとじた丼物である。ご飯はガス炊飯器で炊いている。料理名「ビーフワン」の由来は諸説あるが、"牛肉が一番"と"お肉のお碗"をかけて初代が名付けた説がある。牛丼の一種、また鶏肉を鶏卵でとじた親子丼に対し牛肉を用いていることから他人丼の一種であるとも捉えられる。

## 店舗
本店は御堂筋が道頓堀川を渡る道頓堀橋の南東角に位置し、2階にすき焼きやしゃぶしゃぶを提供する日本料理店、1階はステーキやビーフカツレツなどの洋食を提供するグリル、カレーショップおよび精肉販売店からなる。入り口や、店内の飲食空間はそれぞれ分かれている。戦後の1948年に建設された3階建の鉄筋コンクリート構造の建物であるが、北面に3つ連ねた破風や、位置や階により変化を持たせた太格子風の意匠、角の灯籠風のサインがモダンな和風の店舗建築であると認められ、2023年に「生きた建築ミュージアム・大阪セレクション」第2期に選定された。
百貨店内の店舗は、近鉄百貨店上本町店と難波の髙島屋大阪店にそれぞれ精肉販売店とイートインコーナー、大丸心斎橋店に精肉販売店とグリル、阪神梅田本店にグリルを出店している。

## その他
- 2005年10月8日放送の出没!アド街ック天国「なんば・道頓堀」の回では4位にランク入りした[19]。
- 著述家の菅野完は2017年に、南京の戦地から帰った祖父と幼少期の自身との最後の外食の思い出をつづった随筆『はり重のテキ』を著した[20]。